# Aliança Internacional de Dones
L'Aliança Internacional de Dones (anglés: International Alliance of Women (IAW), francés: Alliance Internationale des Femmes (AIF), alemany: Internationaler Frauen-Verband) és una organització internacional no governamental que treballa per promoure els drets humans de les dones arreu del món. La fundaren al 1904 a Berlín Carrie Chapman Catt, Millicent Fawcett i altres feministes que duien la campanya pel sufragi de les dones. Representa més de 50 organitzacions de tot el món que inclouen centenars de milers de membres. El principi bàsic de l'IAW és que els drets humans han de gaudir-los totes les dones i xiquetes.
Des de 1926, l'organització tenia forts vincles amb la Lliga de les Nacions. Des de 1947, l'IAW ha tingut caràcter consultiu general del Consell Econòmic i Social de les Nacions Unides, i també té estatus consultiu en el Consell d'Europa.